# Stearinska kiselina
Stearinska kiselina (oktadekan-kiselina) je viša masna zasićena kiselina, CH3(CH2)16COOH. Bijeli, zrnasti prah masna opipa, netopljiv u vodi, topljiv u organskim otapalima. U obliku estera s glicerolom pojavljuje se praktički u svim biljnim i životinjskim mastima.

Njezine soli i esteri su stearati. Alkilijski stereati sastojci su sapuna. Smjesa stearinske i palmitinske kiseline (stearin) rabi se u proizvodnji svijeća, u farmaciji i za pripremu apretura.